# Поды (Лозовский район)
Поды (укр. Поди) — село,
Николаевский сельский совет,
Лозовский район,
Харьковская область, Украина.
Код КОАТУУ — 6323983006. Население по переписи 2001 года составляет 40 (18/22 м/ж) человек.

## Географическое положение
Село Поды находится в верховьях балки Бузинувата по которой протекает пересыхающий речей с запрудами. На расстоянии в 1 км расположено село Копани и в 3-х км — село Петрополье.

## История
- 1920 — дата основания.